# 大黑汀水库
大黑汀水库位于中国河北省唐山市迁西县，是以供水为主，兼有发电、防洪、灌溉功能的大（二）型水库，位于潘家口水库下游约30千米。